# Loge Anna Paulowna
De Vrijmetselaarsloge Anna Paulowna te Zaandam werd op 13 november 1817 opgericht als broederschap van vrijmetselaars, werkend onder het Grootoosten der Nederlanden. In logement 'De Drie Zwanen' aan de Dam te Zaandam werd de loge ingewijd. Zij kreeg de naam van Prinses Anna Paulowna, die in februari 1816 huwde met de latere koning Willem II. Zowel de vader, Paul I, als de broer van Anna Paulowna waren vrijmetselaar en ook haar toekomstige echtgenoot was op 14 maart 1817 in Brussel in de loge L'Espérance bij de Orde ingewijd. Koning Willem II werd in 1842 erelid van de Zaanse loge.

## Logegebouw
In 1883 laat de loge een indrukwekkend logegebouw neerzetten aan de Spoorstraat (de huidige Stationsstraat 61). Het is een van de weinige logegebouwen in Nederland die speciaal voor dit doel gebouwd zijn. Aan maatvoering en inrichting is dit nog af te lezen. De leden van de Loge komen uit de welgestelde fabrikantenkringen in de Zaan. Bekende namen als: Van de Stadt, Keg, Verkade, Honig, Heijn, Flentrop, Jedeloo en Oud komen in de ledenlijsten voor.

## Oorlog
In september 1940 wordt de vrijmetselarij in Nederland verboden door de Duitse bezetters. Ook het logegebouw in Zaandam wordt gesloten en overgedragen aan de NSB die het als kringhuis gebruikt. Gedurende deze periode gaat het gehele interieur verloren. Het archief en de bibliotheek worden naar Duitsland afgevoerd om later onderzocht te kunnen worden. Verschillende leden van de loge worden opgepakt en ondervraagd in verband met hun lidmaatschap.
De landelijke grootmeester van de Orde, Hermannus van Tongeren sr. wordt overgebracht naar concentratiekamp Sachsenhausen waar hij op 29 maart 1941 overlijdt.

## Nieuw begin
Op 30 mei 1945 komen de 36 broeders die nog over zijn voor het eerst weer bijeen. Het logegebouw is op dat moment onbruikbaar. Pas in november 1949 is het pand zodanig hersteld dat de eerste bijeenkomst kan worden gehouden in het gerestaureerde gebouw. Het archief (lopend vanaf 1816) en de bibliotheek worden in Duitsland teruggevonden en weer naar Zaandam overgebracht. Het maçonnieke leven neemt weer een normale loop. In 1975 is het ledental zo groot geworden (ca. 60 leden) dat besloten wordt een dochterloge op te richten. Dit wordt Loge 'Branding', met als vestigingsplaats Castricum.

## Huidige situatie

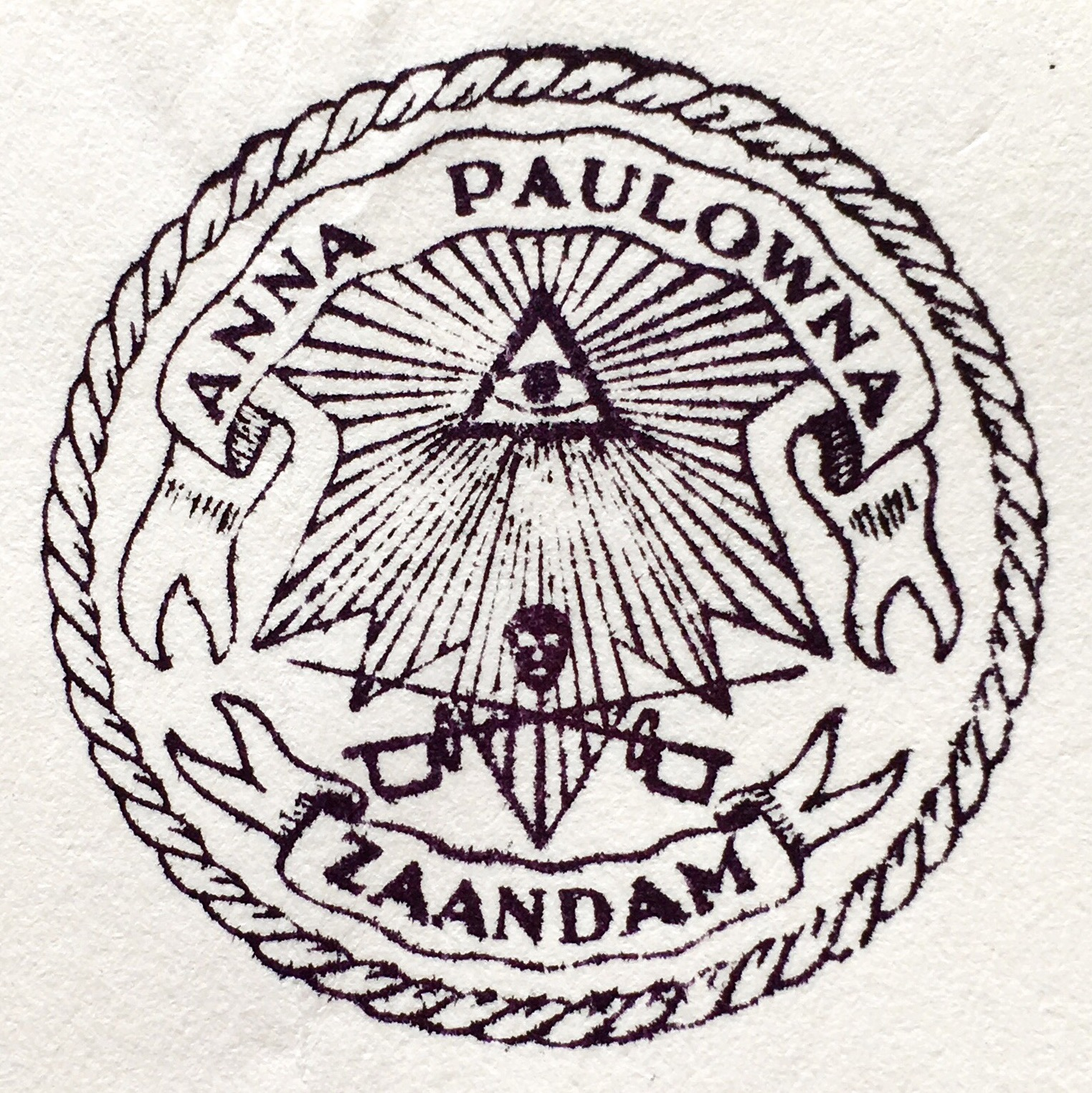
Een ander stempel gebruikt door de loge

In de jaren 90 van de vorige eeuw verdwijnt langzamerhand de geheimzinnigheid die altijd rond de Orde heeft gehangen. Ook Anna Paulowna houdt tegenwoordig regelmatig 'open avonden', waar belangstellenden welkom zijn om over de Vrijmetselarij informatie op te doen. Het logegebouw staat op de gemeentelijke monumentenlijst en is dan ook jaarlijks te bekijken tijdens de Open Monumentendag. Thans telt de loge volgens eigen telling zo'n 40 leden, die wekelijks op woensdagavond aan de Stationsstraat bijeenkomen.

## Voorzittend Meesters
In onderstaande lijst een overzicht van de Voorzittend Meesters van Loge Anna Paulowna gedurende de eerste 150 jaar van haar bestaan.
| Van              | Tot              | Voorzittend Meester             |
| ---------------- | ---------------- | ------------------------------- |
| 13 november 1817 | 14 januari 1835  | Jan Kool (Jacobsz.)             |
| 14 januari 1835  | 13 januari 1841  | Gerrit van Orden                |
| 13 januari 1841  | 16 januari 1857  | Cornelis van de Stadt           |
| 13 januari 1858  | 16 juni 1864     | Jan Carel van Wessem (sr.)      |
| 11 januari 1865  | 2 januari 1867   | Klaas Vis (Jnz.)                |
| 2 februari 1867  | 7 augustus 1881  | Jan Carel van Wessem (jr.)      |
| 25 oktober 1881  | 9 januari 1895   | Cornelis Oorver van Wessem      |
| 9 januari 1895   | 5 oktober 1904   | Nicolaas Willem Francken (Azn.) |
| 5 oktober 1904   | 21 december 1910 | Pieter van Heijnsbergen         |
| 21 december 1910 | 29 december 1926 | dr. Engel van de Stadt          |
| 29 december 1926 | 28 januari 1950  | Pieter Willem Jedeloo (jr.)     |
| 19 april 1950    | 24 juni 1953     | Gerrit Fris (Gzn.)              |
| 24 juni 1953     | 20 juni 1956     | Jan Biere                       |
| 20 juni 1956     | 17 juni 1959     | Bernhard Marinus Boers          |
| 17 juni 1959     | 20 juni 1962     | Gerrit Fris (Gzn.)              |
| 20 juni 1962     | 19 juni 1968     | Jacob Pieter Wierenga           |
| 19 juni 1968     | 16 juni 1971     | dr. Alex Sarluy                 |
| 16 juni 1971     | 8 augustus 1974  | Pieter Pels Rijcken             |
| 8 juni 1974      | 2 maart 1977     | Tinus de Boer                   |